# Veggerby Sogn
Veggerby Sogn er et sogn i Rebild Provsti (Aalborg Stift).
I 1800-tallet var Bislev Sogn anneks til Veggerby Sogn. Begge sogne hørte til Hornum Herred i Ålborg Amt. Trods annekteringen var de to selvstændige sognekommuner. Ved kommunalreformen i 1970 blev Veggerby indlemmet i Støvring Kommune, der ved strukturreformen i 2007 indgik i Rebild Kommune, og Bislev blev indlemmet i Nibe Kommune, der ved strukturreformen indgik i Aalborg Kommune.
I Veggerby Sogn ligger Veggerby Kirke.
I sognet findes følgende autoriserede stednavne:
- Bradsted (bebyggelse, ejerlav)
- Byrsted (bebyggelse, ejerlav)
- Byrsted Hede (bebyggelse)
- Hjeds (bebyggelse, ejerlav)
- Hjeds Østermark (bebyggelse)
- Kirketerp (bebyggelse, ejerlav)
- Klovenhøj (areal)
- Lille Hjeds (bebyggelse)
- Lyngsø (bebyggelse)
- Veggerby (bebyggelse, ejerlav)
- Veggerby Hede (bebyggelse)
- Veggerby Mark (bebyggelse)
- Åstrup (bebyggelse, ejerlav)